# Hoya
Hoya er en by og kommune med godt 3.700 indbyggere (2012) i den nordlige del af Landkreis Nienburg/Weser i den tyske delstat Niedersachsen.

## Geografi
Hoya ligger omkring 20 km nord for Nienburg og 15 km sydvest for byen Verden ved floden Weser. Hoya er administrationsby i Samtgemeinde Grafschaft Hoya.
Schloss Hoya ligger i byen ved Wesers østbred.